# Hohe Geige
La Hohe Geige est une montagne qui s’élève à 3 393 m d’altitude dans les Alpes de l'Ötztal, en Autriche.